# Nadver
Nadver (et gammelt ord for aftensmåltid) er en kristen liturgisk handling baseret på Jesu Kristi sidste måltid med disciplene før korsfæstelsen. Den romersk-katolske kirke kalder nadveren kommunion (latin communio, 'fællesskab', 'Den hellige Kommunion' . Nadverhandlingen kaldes i den danske Folkekirke for altergang: nadvergæsterne går op til alteret og modtager brødet og vinen. Desuden kaldes nadveren for eukaristi (af græsk: Εὐχαριστία, eukharistía, som betyder taksigelse), men denne betegnelse er sjælden på dansk.

## Indstiftelsesordene
Jesus' ord danner grundlaget for nadveren. Indstiftelsesordene, "verba testamenti" – står i Det Nye Testamente i de tre evangelier Matthæus, Markus og Lukas samt i Paulus' første brev til korintherne:  Matt 26,26-29,   Mark 14,22-25,   Lukas 22,17-20 og 1 Kor 11,23-26.
I gudstjenesten sammenskrives de fire tekststeder, så de passer med nadversyn og den øvrige teologi. Det er nemlig kun Lukas og Paulus, der nævner, at det er til minde om Jesus: "... Gør dette til ihukommelse af mig! ..." . Og det er kun Matthæus, der kæder det sammen med syndernes forladelse: "... som udgydes for mange til syndernes forladelse. ..."
En sammenskrivning kan lyde:
Vor Herre Jesus Kristus tog i den nat, da han blev forrådt, et brød, takkede og brød det, gav sine disciple det og sagde: "Tag det og spis det; dette er mit legeme, som gives for jer. Gør dette til ihukommelse af mig!" Ligeså tog han også bægeret efter måltidet, takkede, gav dem det og sagde: "Drik alle heraf; dette bæger er den nye pagt ved mit blod, som udgydes for jer til syndernes forladelse. Gør dette, hver gang I drikker det, til ihukommelse af mig!"

## Historie
I aposteltiden kendte man to typer gudstjeneste – det offentlige møde med skriftlæsning, prædiken, bøn og sang, og det private møde med nadver. I den tidlige kirke blev disse forenet til én gudstjeneste med to afdelinger, sådan at de udøbte og "de bodfærdige" (= de, der var under kirketugt) gik, inden nadvertjenesten begyndte. Nadveren blev adskilt fra kærlighedsmåltidet, som efterhånden bortfaldt eller blev afløst af menighedens fattigpleje. Gradvis begyndte man at opfatte nadver (og dåb) som hemmelighedsfulde handlinger, i lighed med de hedenske mysterier, hvis hellighed forbød, at man udførte eller omtalte dem, når andre end "de indviede" var til stede. Jo mere mystik, der samlede sig om nadver (og dåb), jo større blev præsternes anseelse. De fremtrådte som formidlere mellem Gud og mennesker, og efterhånden fik nadveren karakter af et offer – først et takoffer, da menigheden selv medbragte brød og vin – og senere, da nadveren ikke mere var noget måltid, som en gudstjenstlig handling og et sonoffer, som præsten bragte Gud som en symbolsk gentagelse af Jesu offer. Cyprian skrev, at "den præst står i sandhed i Kristi sted, som efterligner, hvad Kristus har gjort, og han frembærer i menigheden et sandt og fuldt offer til Gud Fader." Gregor den Store opfattede nadveren som en ublodig gentagelse af ofret, men af samme virkning. Efterhånden blev præstens indvielse af brød og vin gudstjenestens højdepunkt. Nadveren blev et sakramente, en hemmelighedsfuld gave og et pant på opstandelsen. Irenæus tolkede brødet og vinen bogstaveligt som Kristi kød og blod, mens Origenes og Augustin mente, at der er tale om en åndelig kraftmeddelelse.
På Thomas Aquinas’ tid var det ved at blive almindeligt, at altergæsterne kun modtog brødet. Thomas forsvarede denne ændring af Kristi indstiftelse med en hellig forsigtighed, der frygtede for at spilde "Kristi blod". Desuden var hele Kristus til stede i hvert element, sådan at altergæsterne, der kun fik brød, alligevel modtog Kristus ubeskåret.

## Nadverforståelse
Den teologiske forståelse af nadveren varierer mellem kirkerne. De teologiske forskelle bunder i forskellige opfattelser af selve det sakramentale. I den romersk-katolske kirke og den ortodokse kirke opfatter man det således, brødet og vinen forvandles til Kristi legeme og blod (forvandlingen kaldes transsubstantiation i den romersk-katolske kirke), og at nadveren (også kaldet kommunionen eller eucharistien) er et offermåltid, hvori Kristi offerdød anskueliggøres på ublodig vis og er virkelig til stede. Calvinister (Den Reformerte Kirke) og de fleste frikirker og anglikanere mener, at nadveren blot er et måltid til minde om Kristus, og at Kristus ikke faktisk er til stede (Ulrich Zwingli: "Brødet og vinen betyder Kristi legeme og blod"). Ind imellem ligger det klassiske lutherske synspunkt, som siger, at brødet og vinen godt nok ikke forvandles, men at Kristi legeme og blod alligevel er til stede "i, med og under" brødet og vinen også kaldet konsubstantiationslæren. Lutheranere betragter ikke nadveren som et offermåltid.
Fra Calvins oprindelige reformerte nadverlære hidrører begrebet méreau (tysk Abendmahlsmarke), som var en del af kirketugten. Man skulle gøre sig fortjent til at modtage nadveren og hvis man af presbyteriet (fransk consistoire) blev fundet værdig, fik man udleveret en slags mønt af tin, blik, messing eller bly med en diameter på 2–3 cm, en méreau, som deltageren afleverede inden modtagelsen af nadveren til præsten, der så leverede den tilbage til presbyteriet efter gudstjenesten. På den måde kunne presbyteriet nemt opgøre antallet af nadvergæsterne. Méreaux har også været i brug i København og Fredericia, men det vides ikke hvor længe.

## Eksterne links
- Katolsk minilexikon Arkiveret 17. januar 2008 hos  Wayback Machine Et dansk site med teologiske opslag
- Den Reformerte Menighed i Fredericia Den Reformerte Kirkes nadverforståelse
- Bibelen online på dansk

- Wikimedia Commons har flere filer relateret til Nadver

| Kristendom | Spire Denne artikel om kristendom er en spire som bør udbygges. Du er velkommen til at hjælpe Wikipedia ved at udvide den. |